# Gisslan (film, 1972)
Gisslan (franska: État de siège) är en fransk-tysk-italiensk thrillerfilm från 1972 i regi av Costa-Gavras.

## Utmärkelser
Filmen vann Louis Delluc-priset 1972.

## Roller (urval)
- Yves Montand – Philip Michael Santore
- Renato Salvatori – kapten Lopez
- O.E. Hasse – Carlos Ducas
- Jacques Weber – Hugo
- Jean-Luc Bideau – Este
- Maurice Teynac – inrikesministern
- Yvette Étiévant – kvinnlig senator
- Harald Wolff – utrikesministern
- Nemesio Antúnes – presidenten
- André Falcon – Fabbri, delegat
- Jacques Perrin – telefonoperatör